# Fredro Starr
Fred Lee Scruggs Jr. (Nova Iorque, 18 de abril de 1971), mais conhecido como Fredro Starr, é um rapper, produtor musical e ator norte-americano.